# Jaden Ivey
Jaden Edward Dhananjay Ivey (South Bend, 13 febbraio 2002) è un cestista statunitense, impegnato con i Detroit Pistons nella NBA.

## Inizi e high school
Ivey cresce giocando a football, calcio e basket e praticando karate. Inizia a concentrarsi seriamente sulla pallacanestro durante il primo anno di liceo. Ivey frequenta per i primi tre anni la Marian High School di Mishawaka, Indiana, per poi trasferirsi alla Lumiere High School di La Porte, Indiana, per l'ultimo anno.

## College

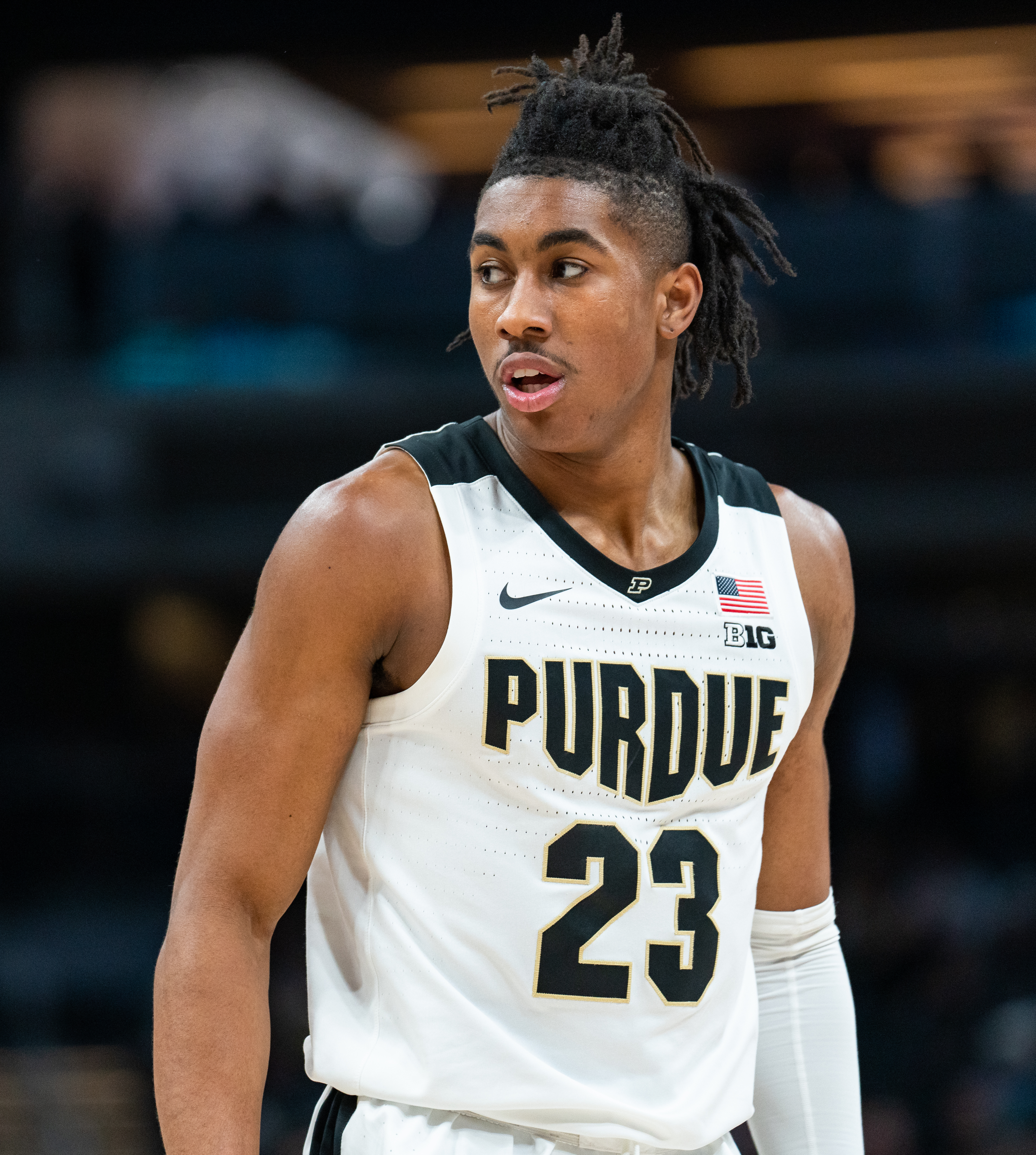
Ivey a Purdue nel 2022

Considerato universalmente una recluta a 4 stelle, Ivey sceglie di giocare a Purdue, rifiutando le offerte di Butler e Notre Dame, tra le altre.
Ivey è costretto a saltare, a causa di un infortunio al piede, 5 partite a inizio stagione. Il 19 gennaio 2021 realizza il tiro della vittoria contro Ohio State. Purdue si qualifica alla March Madness, dove Ivey realizza il proprio massimo per punti segnati in una partita collegiale, segnandone 26 nella sconfitta al primo turno contro North Texas. Ivey chiude la stagione con 11,1 punti e 3,3 rimbalzi di media a partita, venendo incluso nel quintetto All-Freshman della Big Ten.
Il 12 novembre 2021, Ivey ha segnato 27 punti in una vittoria 92-67 contro Indiana State. Il 30 gennaio 2022, ha segnato 21 punti e ha realizzato il tiro da tre vincente a 0,6 secondi dalla fine in una vittoria 81-78 contro Ohio State. Come secondo anno, ha avuto una media di 17,3 punti, 4,9 rimbalzi e 3,1 assist a partita. Ivey è stato nominato nella prima squadra All-Big Ten e nella seconda squadra All-American. Il 31 marzo 2022, Ivey si è dichiarato per il Draft NBA 2022, rinunciando all'eleggibilità residua al college. Era previsto tra le prime cinque scelte del draft.

## Nazionale
Con la nazionale Under-19 statunitense ha vinto i Mondiali di categoria del 2021, venendo incluso nel miglior quintetto della manifestazione.

## Statistiche

### NCAA
| Anno      | Squadra             | PG | PT | MP   | TC%  | 3P%  | TL%  | RP  | AP  | PRP | SP  | PP   |
| --------- | ------------------- | -- | -- | ---- | ---- | ---- | ---- | --- | --- | --- | --- | ---- |
| 2020-2021 | Purdue Boilermakers | 24 | 12 | 23,2 | 39,9 | 25,8 | 72,6 | 3,2 | 1,8 | 0,7 | 0,7 | 10,7 |
| 2021-2022 | Purdue Boilermakers | 36 | 34 | 31,5 | 46,0 | 35,8 | 74,4 | 4,9 | 3,1 | 0,9 | 0,6 | 17,3 |
| Carriera  | Carriera            | 60 | 46 | 28,2 | 44,0 | 32,2 | 73,9 | 4,2 | 2,6 | 0,8 | 0,6 | 14,7 |

#### Massimi in carriera
- Massimo di punti: 27 vs Indiana State (21 novembre 2021)[12]
- Massimo di rimbalzi: 10 (2 volte)
- Massimo di assist: 7 (2 volte)
- Massimo di palle rubate: 3 (3 volte)
- Massimo di stoppate: 4 vs Pennsylvania State (26 febbraio 2021)
- Massimo di minuti giocati: 43 vs Ohio State (12 marzo 2021)

### NBA

#### Regular Season
| Anno      | Squadra         | PG  | PT  | MP   | TC%  | 3P%  | TL%  | RP  | AP  | PRP | SP  | PP   |
| --------- | --------------- | --- | --- | ---- | ---- | ---- | ---- | --- | --- | --- | --- | ---- |
| 2022-2023 | Detroit Pistons | 74  | 73  | 31,1 | 41,6 | 34,3 | 74,7 | 3,9 | 5,2 | 0,8 | 0,2 | 16,3 |
| 2023-2024 | Detroit Pistons | 77  | 61  | 28,8 | 42,9 | 33,6 | 74,9 | 3,4 | 3,8 | 0,7 | 0,5 | 15,4 |
| 2024-2025 | Detroit Pistons | 30  | 30  | 29,9 | 46,0 | 40,9 | 73,3 | 4,1 | 4,0 | 0,9 | 0,4 | 17,6 |
| Carriera  | Carriera        | 181 | 164 | 29,9 | 42,9 | 35,2 | 74,6 | 3,7 | 4,4 | 0,8 | 0,4 | 16,1 |

#### Massimi in carriera
- Massimo di punti: 37 vs Sacramento Kings (7 febbraio 2024)[13]
- Massimo di rimbalzi: 11 vs Oklahoma City Thunder (7 novembre 2022)
- Massimo di assist: 13 vs Portland Trail Blazers (6 marzo 2023)
- Massimo di palle rubate: 4 vs Milwaukee Bucks (2 novembre 2022)
- Massimo di stoppate: 3 (2 volte)
- Massimo di minuti giocati: 48 vs Portland Trail Blazers (8 febbraio 2024)

## Palmarès

### Squadra

#### NCAA
- Hall of Fame Tip-Off Tournament (2021)

### Nazionale
- FIBA Under-19 World Cup (2021)

### Individuale

#### NCAA
- Big Ten All-Freshman Team (2021)

#### NBA
- NBA All-Rookie Second Team (2023)

#### Nazionale
- FIBA Under-19 World Cup All-Star 5 (2021)

## Vita privata
La madre di Ivey, Niele Ivey, è allenatrice di basket femminile a Notre Dame. Ha giocato nella WNBA per cinque stagioni ed è stata una giocatrice All-American a Notre Dame. Il padre di Jaden, Javin Hunter, ha giocato nella NFL con i Baltimore Ravens e i San Francisco 49ers. Anche suo nonno, James Hunter, ha giocato nella NFL per i Detroit Lions. Ivey ha un fratellastro paterno, Jordan Hunter.